# Riccardo Maritozzi
Riccardo Maritozzi (né le 16 novembre 1959 à Russi en Émilie-Romagne) est un joueur et dirigeant de football italien.

## Biographie
Lors de la saison 1977-1978, il fait partie de l'effectif du Torino, mais sans toutefois entrer en jeu en championnat.
Il dispute 15 rencontres en Serie A lors de la saison 1980-1981 sous le maillot de l'Udinese.
Il dispute également huit saisons en Serie B avec les clubs de Palerme, du SPAL, de Foggia, de Cavese, de Brescia et de Cagliari, pour en tout pas moins de 200 matchs joués et 8 buts inscrits. Lors de la saison 1985-1986, il obtient notamment une promotion en Serie A avec Brescia.
En 1979, il atteint la finale de la Coupe d'Italie avec Palerme, s'inclinant contre la Juventus de Turin après prolongation.

## Palmarès
- Finaliste de la Coupe d'Italie en 1979 avec l'US Palerme